# Tragia balfourii
Tragia balfourii är en törelväxtart som beskrevs av David Prain. Tragia balfourii ingår i släktet Tragia och familjen törelväxter. IUCN kategoriserar arten globalt som livskraftig.
Artens utbredningsområde är Socotra. Inga underarter finns listade i Catalogue of Life.